# John W. Kappler

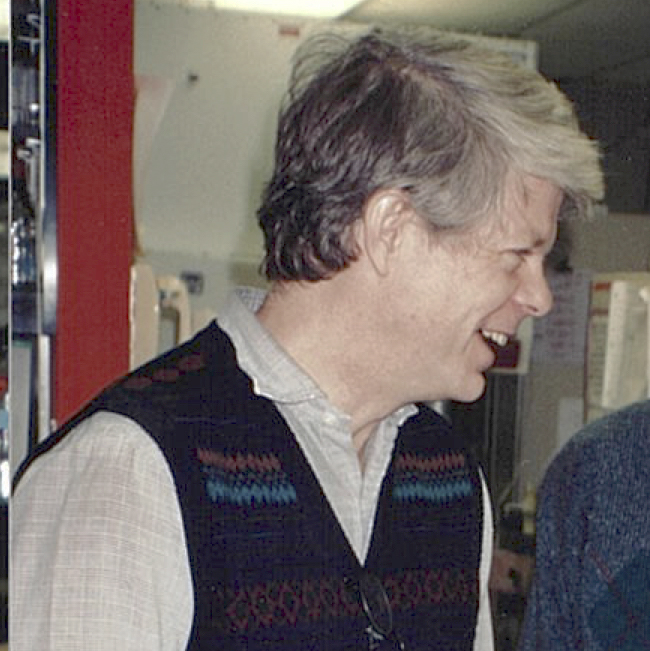
John W. Kappler

John Wayne Kappler ist ein US-amerikanischer Biochemiker und Immunologe. Gemeinsam mit seiner Ehefrau Philippa Marrack trug er wichtige Erkenntnisse über Antigene bei.

## Leben
Kappler erwarb 1965 einen Bachelor in Chemie an der Lehigh University in Bethlehem, Pennsylvania und 1970 einen Ph.D. in Biochemie bei Gordon H. Sato an der Brandeis University in Waltham, Massachusetts. Als Postdoktorand arbeitete er bei Richard Dutton an der University of California, San Diego in La Jolla, Kalifornien.
Eine erste Juniorprofessur für Onkologie (Assistant Professor 1973, Associate Professor 1978) erhielt Kappler an der University of Rochester in Rochester, New York. 1979 wechselte er an das National Jewish Health, eine führende Einrichtung der immunologischen und allergologischen Forschung mit Sitz in Denver, Colorado. 1980 wurde er Associate Professor für Mikrobiologie und Immunologie an der University of Colorado in Denver, 1984 ordentlicher Professor. Seit 1986 forscht Kappler zusätzlich für das Howard Hughes Medical Institute in Denver. 1998 übernahm er zusätzlich eine Professur für Pharmakologie an der University of Colorado. Seit 2001 sind seine Lehr- und Forschungstätigkeiten in der Immunologie für die University of Colorado und für das National Jewish Medical and Research Center in einer gemeinsamen Professur zusammengefasst.

## Wirken
Kappler hat gemeinsam mit seiner Ehefrau, der Biochemikerin und Immunologin Philippa Marrack, wichtige Erkenntnisse über die molekularen Grundlagen der Erkennung von Antigenen durch T-Zellen beigetragen. So konnten sie unter anderem zeigen, dass der T-Zell-Rezeptor aus zwei Untereinheiten besteht und sowohl MHC-Moleküle als auch Antigene erkennt. Sie beschrieben außerdem den T-Zell-Rezeptor und den zeitlichen Rahmen, in dem sein Gen-Rearrangement stattfindet, und konnten die Elimination von T-Zell-Klonen als zentralen Mechanismus der Selbsttoleranz identifizieren. Diese Erkenntnisse sind grundlegend für das Verständnis von Autoimmunkrankheiten, Allergien, Transplantatabstoßung und Impfungen.
Seit 2019 zählt ihn der Medienkonzern Clarivate zu den Favoriten auf einen Nobelpreis (Clarivate Citation Laureates).

## Auszeichnungen (Auswahl)
- 1989 Mitgliedschaft in der National Academy of Sciences[1]
- 1990 Wellcome Prize der Royal Society[2]
- 1993 Paul-Ehrlich-und-Ludwig-Darmstaedter-Preis gemeinsam mit Philippa Marrack und Harald von Boehmer[3]
- 1993 William B. Coley Award[4]
- 1994 Louisa-Gross-Horwitz-Preis gemeinsam mit Philippa Marrack[5]
- 2015 Wolf-Preis für Medizin gemeinsam mit Philippa Marrack und Jeffrey Ravetch